# 陳永安
陳 永安（ちん えいあん、チェン・ヨンアン、1953年6月4日 - ）は、台湾の囲碁棋士。中国囲棋会、台湾棋院所属、六段。旧国手戦2期、棋王戦3期など。子の陳義翔初段、陳永黄九品も囲碁棋士。

## 経歴
1977年中国囲棋会九品（初段）。1981年第1期棋王戦優勝、翌年防衛。1982年三品。1982、83年、国手戦で陳長清に挑戦。1985年五品。1994年、林聖賢を破り国手タイトル獲得。1994年に東洋証券杯、1996年に富士通杯、LG杯で台湾（中華台北）代表として出場。2002年第1期天元戦で、決勝で夏大銘を3-1で破り優勝。2007年六段。尊敬する棋士は林海峰。

### タイトル歴
- 棋王戦 1981-82、87年
- 国手戦 1994-95年
- 天元戦 2002年

### 他の棋歴
国際棋戦
- 東洋証券杯世界選手権戦 ベスト16 1994年（○梁建、×劉昌赫）
- 世界囲碁選手権富士通杯 出場 1996年（×李昌鎬）
- LG杯世界棋王戦 出場 1996年（×曹大元）

国内棋戦
- 国手戦 挑戦者 1982、83年
- 永大杯戦 準優勝 1994年
- 富聚杯戦 準優勝 1994年
- 名人戦 挑戦者 2002、03年
- 中環杯囲棋オープン戦 準優勝 2000年
- 台湾棋院杯戦 挑戦者 2003年
- 棋霊王杯戦 準優勝 2003年